# Bakháza
Bakháza község Somogy vármegyében, a Nagyatádi járásban, közel a horvát határhoz. Első írásos említése 1453-ból származik, később pusztaként Rinyaújnéphez került. Az 1913-as évtől ismét önálló község lett, majd a 20. század során számos gazdasági és közösségi fejlődésen ment keresztül, de 1963-ban közös tanácsot alakítottak Háromfával.

## Fekvése
A Belső-Somogyban, a Rinya-patak melletti sík vidéken, Somogy vármegye déli részén fekszik, keletről erdő határolja, nyugaton rét és legelő tárul a látogató szeme elé. A vasút elkerüli, vonatra szállni a környező települések közül csak a közúton 10 kilométerre lévő Babócsán vagy a mintegy 22 kilométerre lévő Barcson lehet. A legközelebbi város, Nagyatád 15 kilométerre található a településtől.
Bakháza Nagyatádtól délre, Babócsa irányába haladva a 6807-es úton közelíthető meg, az útról Háromfa északi széle előtt, a 68 128-as számú mellékútra letérve érhetünk a Rinya völgyében fekvő 250 fős lélekszámú zsákfalu központjába.

## Története
A településről fennmaradt legrégibb írásos említés egy 1453-ból való oklevélben található, amely Bakhaza néven említi. Múltjáról keveset tudunk, a középkorban falu volt, később pusztaként Rinyaújnép községhez került. A török időkben lakatlanná vált, majd a 18. század elején Zankó Mihály és Boldizsár voltak a földesurai, 1723-33 között pedig Malik Ferenc. Az 1870-es népszámlálás idején tizenöten lakták. Később a babócsai közjegyzőséghez tartozott, ahol  utolsó postája és vasútállomása is volt.
1913-ban lett újra önálló község, ekkor 206-an lakták. Az első világháborúban 21 falubeli teljesített katonai szolgálatot, nyolcuk nevét hősi halottként őrzi a falu emlékezete, s 1995 óta egy emléktábla is.
Bakházán a húszas években Hangya fogyasztási és értékesítési szövetkezet működött, 1925-ben pedig gazdakör alakult. A Nagyatádi-féle földosztás idején kilenc házhelyet, valamint Kivadár és Rinyaszentkirály határából 145 kataszteri hold földet osztottak ki. 1932-re 438-ra emelkedett a lélekszám, a lakosok döntő többségük a református vallást gyakorolta. A falunak akkor kilencvenegy háza s 777 kataszteri hold földje volt, nagy része szántó, a többi rét, legelő, erdő és szőlő. Iskoláját Beleki Vendel kivadári születésű néptanító vezette. 1933-ban már iparosok is éltek a faluban, hatan mesteremberek voltak, öten kereskedők, és egy gazda cséplőgéppel is rendelkezett. Ez idő tájt alakult  a tűzoltó- és a leventeegyesület. Az ellátást vegyeskereskedés és kocsma biztosította.
A II. világháború után kezdetben önálló tanács működött Bakházán, de 1963-ban létrehozták a Háromfával közös tanácsot, melynek székhelye ez utóbbi településre került. 1974-ben Tarany is csatlakozott hozzájuk, de 15 évvel később ismét különálló közigazgatású lett.
Az 1990-es választások idején Bakházán is megalakult a képviselő-testület, de a falu közös körjegyzőségben maradt Háromfával. Az első tsz-csoport 1952-56 között működött, majd 1959-ben Kossuth tsz néven alakult újjá, és 1962-ben egyesült a háromfai Új Barázda Mgtsz-szel. Önálló iskolája 1963-ig volt Bakházának, amikor körzetesítették az oktatást; azóta a faluból Háromfára járnak iskolába a gyerekek.
2015 novemberében elkészült a Nagyatád, Bakháza, Görgeteg, Háromfa, Kutas, Lábod, Ötvöskónyit, Rinyaszentkirály, és Tarany szennyvizeit is elvezető szennyvíz-hálózat.

## Közélete

### Polgármesterei
- 1990–1994: Nagy Tibor (független)[4]
- 1994–1998: Nagy Tibor (független)[5]
- 1998–2002: Nagy Tibor (Fidesz)[6]
- 2002–2006: Nagy Tibor (független)[7]
- 2006–2010: Nagy Tibor (független)[8]
- 2010–2014: Kiskó Erzsébet (Fidesz)[9]
- 2014–2019: Nagy Tibor (független)[10]
- 2019–2024: Nagy Tibor (független)[11]
- 2024– : Nagy Tibor (független)[1]

## Népesség
A település népességének változása:
| Lakosok száma | 191  | 185  | 184  | 151  | 152  | 164  | 160  |
|               | 2013 | 2014 | 2015 | 2021 | 2022 | 2023 | 2024 |

A 2011-es népszámlálás során a lakosok 95%-a magyarnak, 12,8% cigánynak, 0,6% szlováknak mondta magát (5% nem nyilatkozott; a kettős identitások miatt a végösszeg nagyobb lehet 100%-nál). A vallási megoszlás a következő volt: római katolikus 68,3%, református 3,3%, felekezet nélküli 9,4% (18,3% nem nyilatkozott).
2022-ben a lakosság 86,2%-a vallotta magát magyarnak, 1,3% cigánynak, 0,7% horvátnak, 0,7% egyéb, nem hazai nemzetiségűnek (13,8% nem nyilatkozott; a kettős identitások miatt a végösszeg nagyobb lehet 100%-nál). Vallásuk szerint 51,3% volt római katolikus, 2% református, 0,7% egyéb keresztény, 0,7% egyéb katolikus, 7,2% felekezeten kívüli (38,2% nem válaszolt).

## Nevezetességei
- A templom melletti harangtorony az 1930-ig itt állt kastélyból maradt meg.[14]
- A falu határában még ma is láthatóak Pácod-várának földsáncai.
- A közeli horgásztóban fogható halak: ponty, amur, csuka, keszeg, kárász, balin, sügér, törpeharcsa, domolykó.

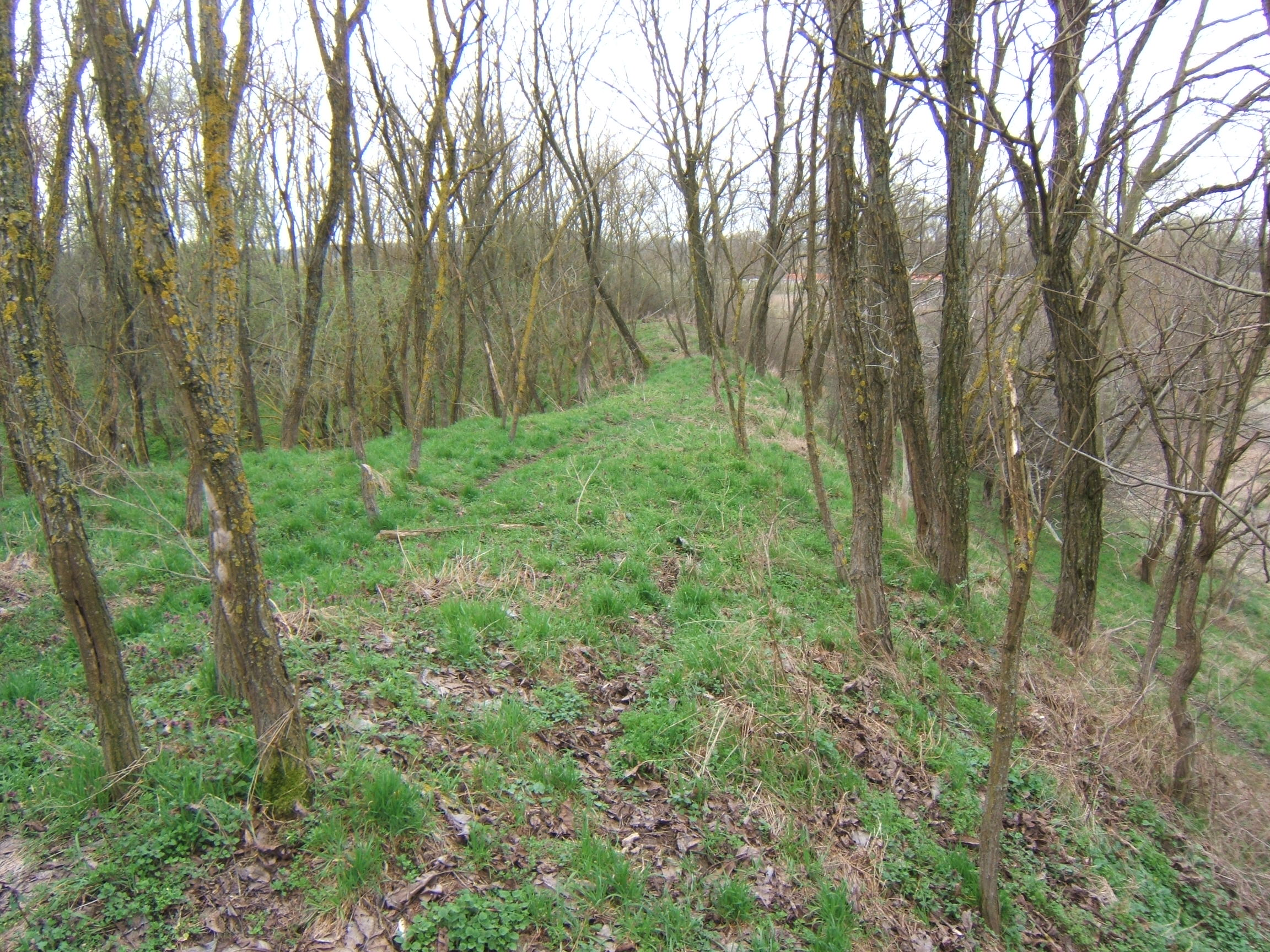
A földvár egyik sánca